# 第87回アカデミー賞
第87回アカデミー賞（だい87かいアカデミーしょう）の授賞式は、映画芸術科学アカデミー（AMPAS）が主催し、2014年の映画を対象としており、2015年2月22日にカリフォルニア州ロサンゼルス市ハリウッドのドルビー・シアターで午後5時30分（PST）より開始された。アメリカ合衆国ではABCによって放送され、プロデューサーはニール・メロンとクレイグ・ザダン、司会はニール・パトリック・ハリスが務めた。ニール・パトリック・ハリスは初めての司会起用となった。
関連イベントとしては、2014年11月8日にハリウッド&ハイランドセンターで第6回ガヴァナーズ賞授賞式が行われ、アカデミーは名誉賞をジャン＝クロード・カリエール、宮崎駿、モーリン・オハラに、ジーン・ハーショルト友愛賞をハリー・ベラフォンテにそれぞれ授与した。2015年2月7日にはカリフォルニア州ビバリーヒルズのビバリー・ウィルシャー・ホテルで マーゴット・ロビー、マイルズ・テラーの司会によりアカデミー技術貢献賞授賞式が行われた。
最多受賞作品は『バードマン あるいは（無知がもたらす予期せぬ奇跡）』と『グランド・ブダペスト・ホテル』であり 、4部門を受賞した 。『バードマン あるいは（無知がもたらす予期せぬ奇跡）』はアレハンドロ・ゴンサレス・イニャリトゥが作品賞、監督賞、脚本賞を、『グランド・ブダペスト・ホテル』はアレクサンドル・デスプラが作曲賞をそれぞれ受賞した 。この他に『セッション』がJ・K・シモンズの助演男優賞を含む3部門を、『博士と彼女のセオリー』、『アリスのままで』、『6才のボクが、大人になるまで。』、『イミテーション・ゲーム/エニグマと天才数学者の秘密』、『ベイマックス』、『イーダ』、『シチズンフォー スノーデンの暴露』、『Crisis Hotline: Veterans Press 1』、『一本の電話』、『愛犬とごちそう』、『グローリー/明日への行進』、『アメリカン・スナイパー』、『インターステラー』がそれぞれ1部門で受賞した。北米では3060万人の視聴者を獲得したが、これは第80回に次いで歴代では3番目に低い数値であった。

## 受賞とノミネート
ノミネートは2015年1月15日のPST午前5時38分（UTC13時38分 / EST午前8時38分）にカリフォルニア州ビバリーヒルズのサミュエル・ゴールドウィン・シアターで発表された。アルフォンソ・キュアロンとJ・J・エイブラムスが11部門を、クリス・パインとシェリル・ブーン・アイザックス（AMPAS会長）が13部門を発表した。授賞式のプロデューサーを務めるニール・メロンとクレイグ・ザダンの提案を受け、今回から24部門すべてのノミネートの発表が生中継された。最多ノミネートは『バードマン あるいは（無知がもたらす予期せぬ奇跡）』と『グランド・ブダペスト・ホテル』の9部門であった。
受賞者は2015年2月22日に授賞式で発表された。第82回で作品賞のノミネート枠が5作品から10作品へ拡大されてから初めて、全ての候補作品が少なくとも1部門で受賞を果たす結果となった。
アレハンドロ・ゴンサレス・イニャリトゥは前年に『ゼロ・グラビティ』で受賞したアルフォンソ・キュアロンに続き、2年連続でメキシコ人の監督賞受賞者となった。イニャリトゥは個人では最多となる3部門にノミネートされ、その全てにおいて受賞を果たした。
『バードマン あるいは（無知がもたらす予期せぬ奇跡）』で撮影賞を受賞したエマニュエル・ルベツキは前年の『ゼロ・グラビティ』に続き2年連続の受賞であり 、2人目の2度の受賞を果たしたメキシコ人となった 。
ポーランド語作品は第63回で初めてノミネートされて以来、10度外国語映画賞候補となっており、『イーダ』が初めての受賞となった 。

### 一覧
太字が受賞者及び受賞作である。
| 作品賞 | 監督賞 |
| --- | --- |

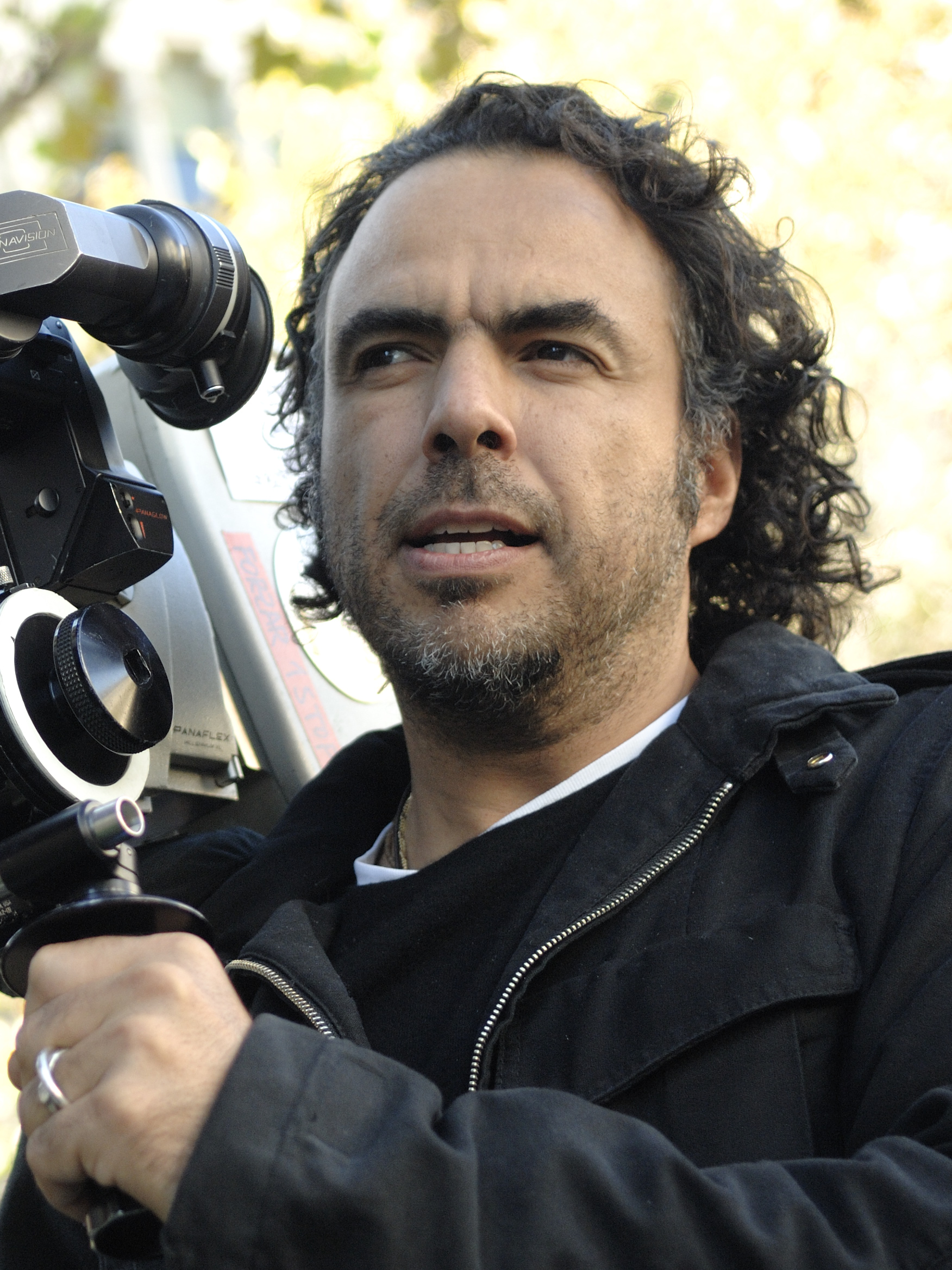
作品賞、監督賞、脚本賞を受賞したアレハンドロ・ゴンサレス・イニャリトゥ

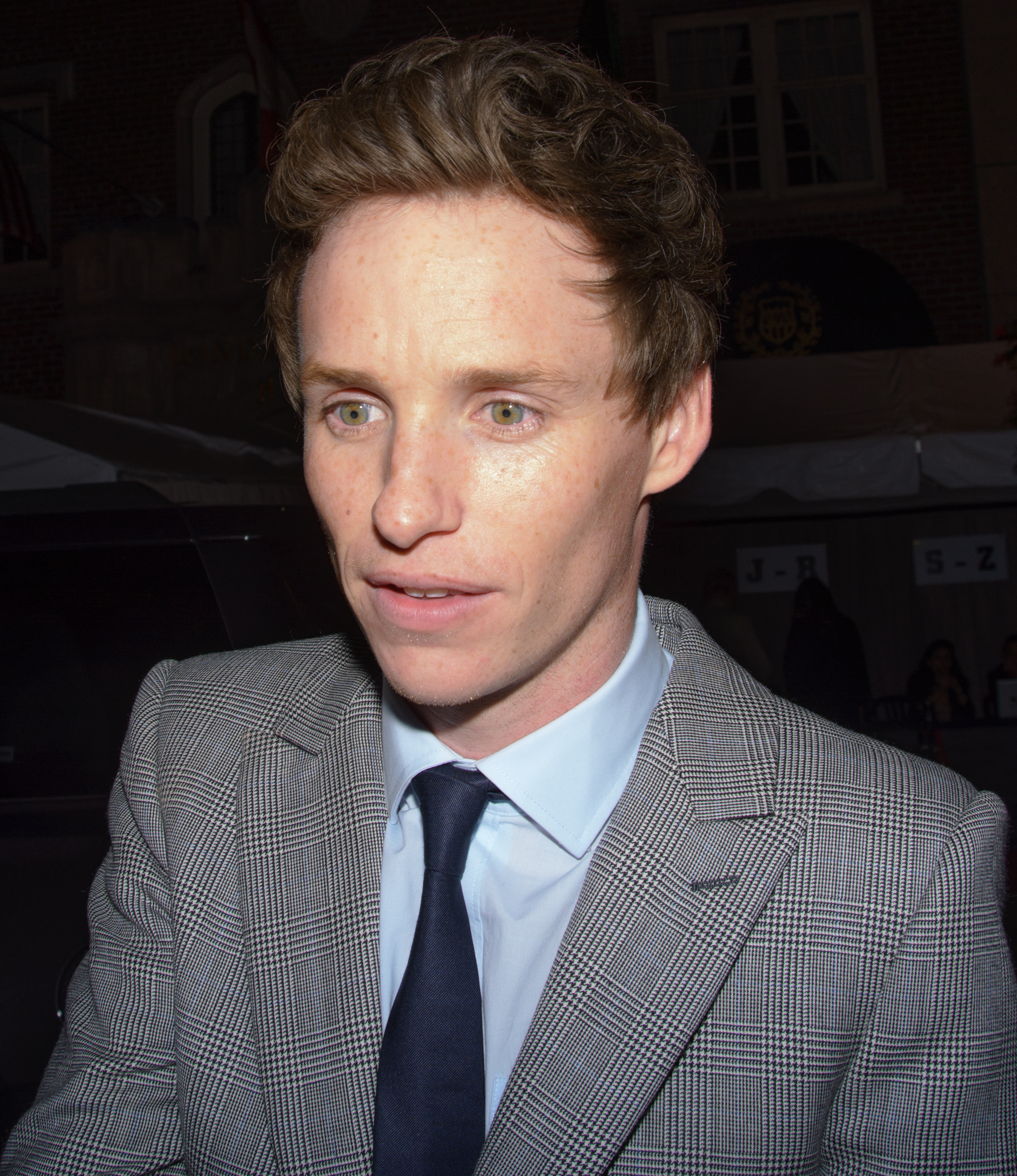
主演男優賞を受賞したエディ・レッドメイン

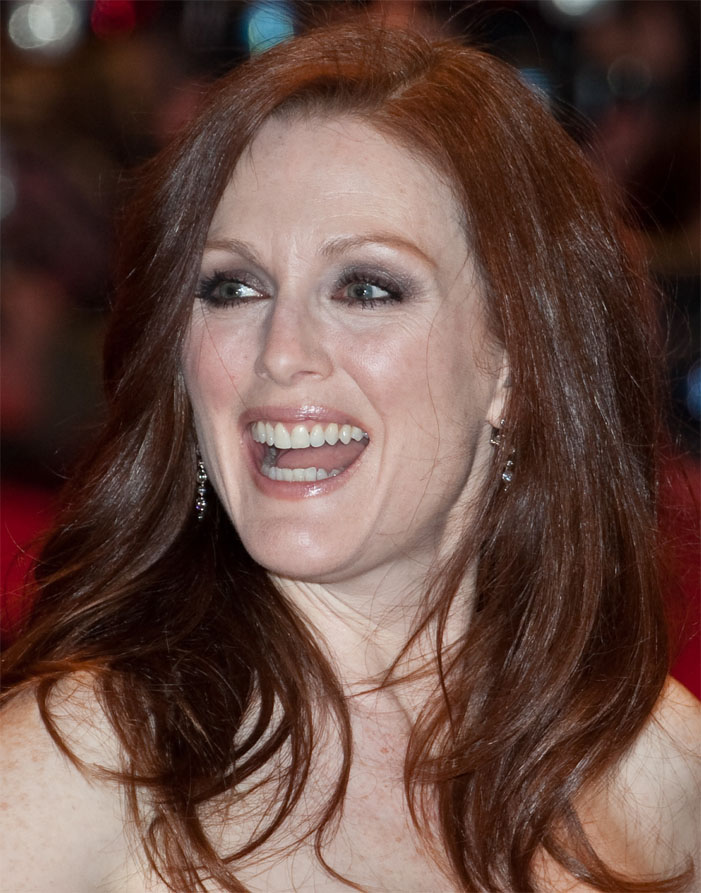
主演女優賞を受賞したジュリアン・ムーア

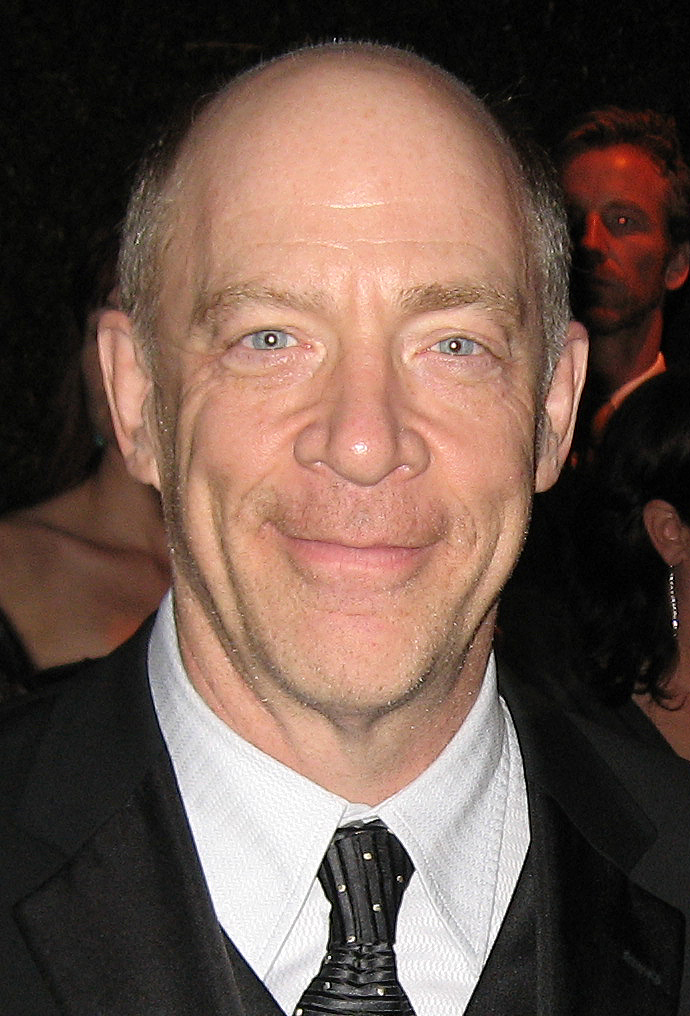
助演男優賞を受賞したJ・K・シモンズ

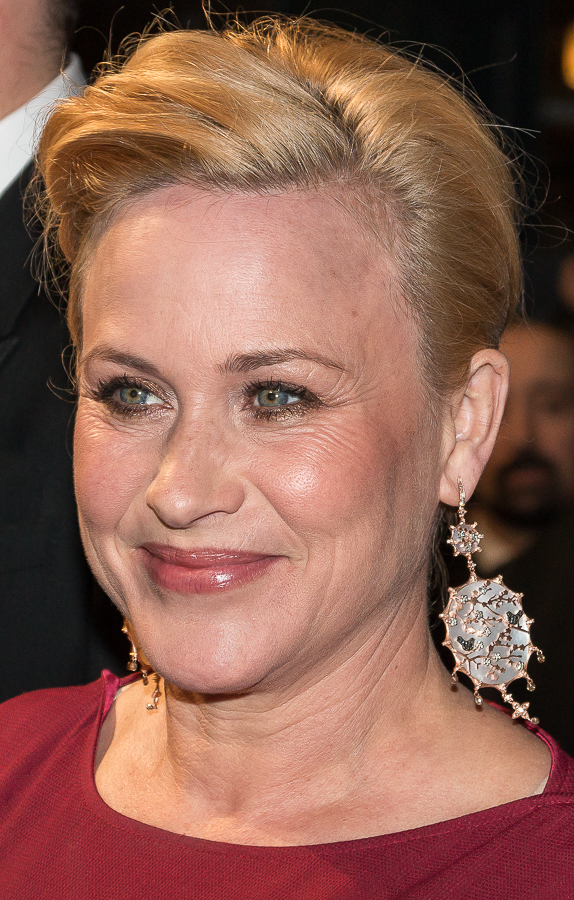
助演女優賞を受賞したパトリシア・アークエット

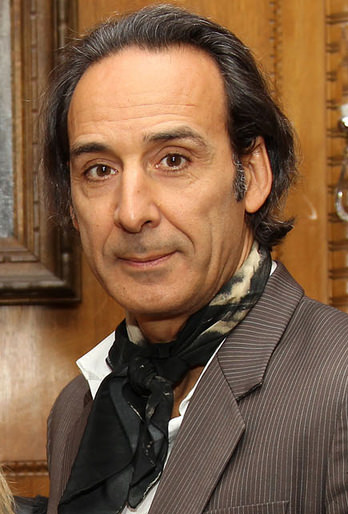
作曲賞を受賞したアレクサンドル・デスプラ

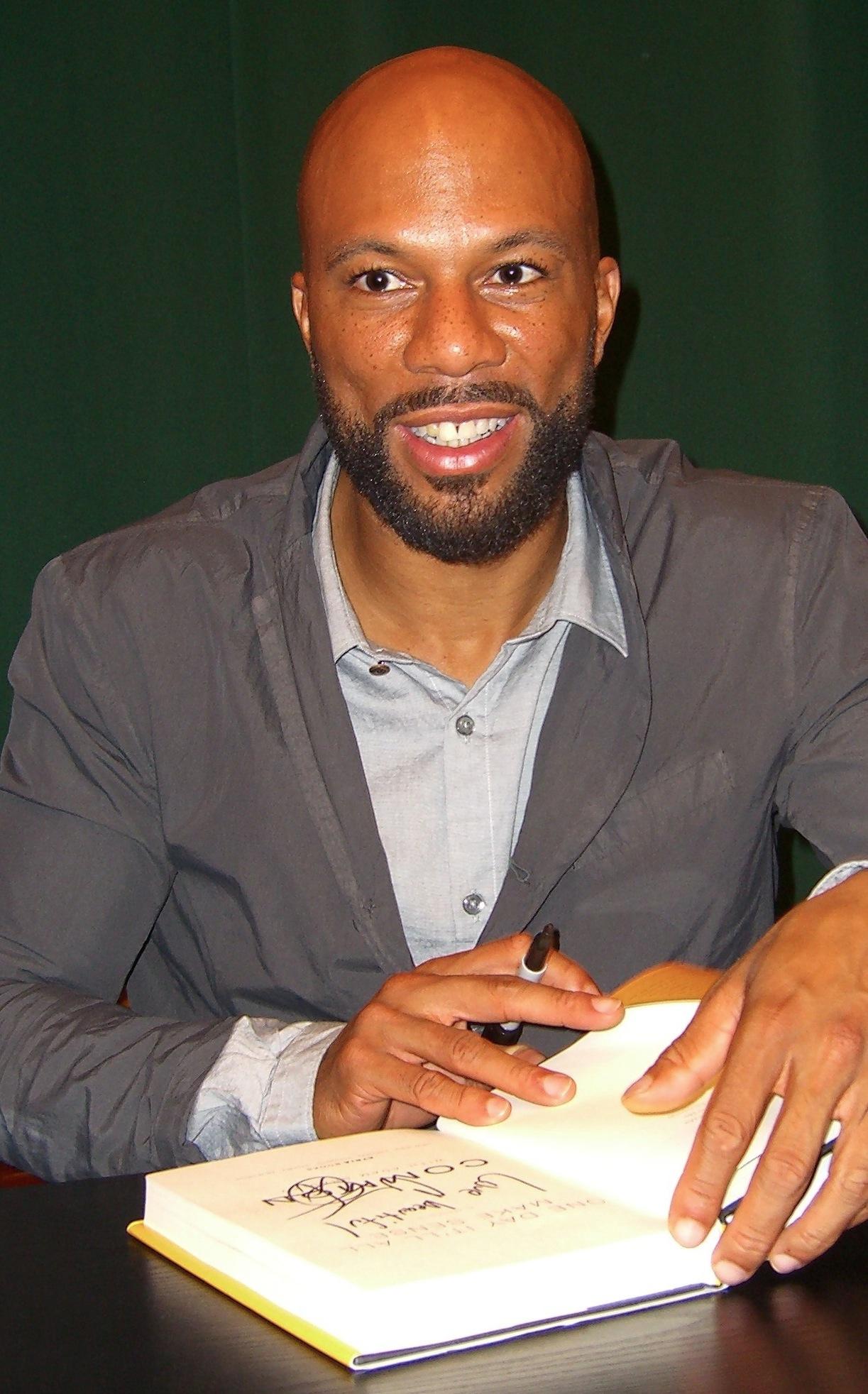
歌曲賞を受賞したコモン

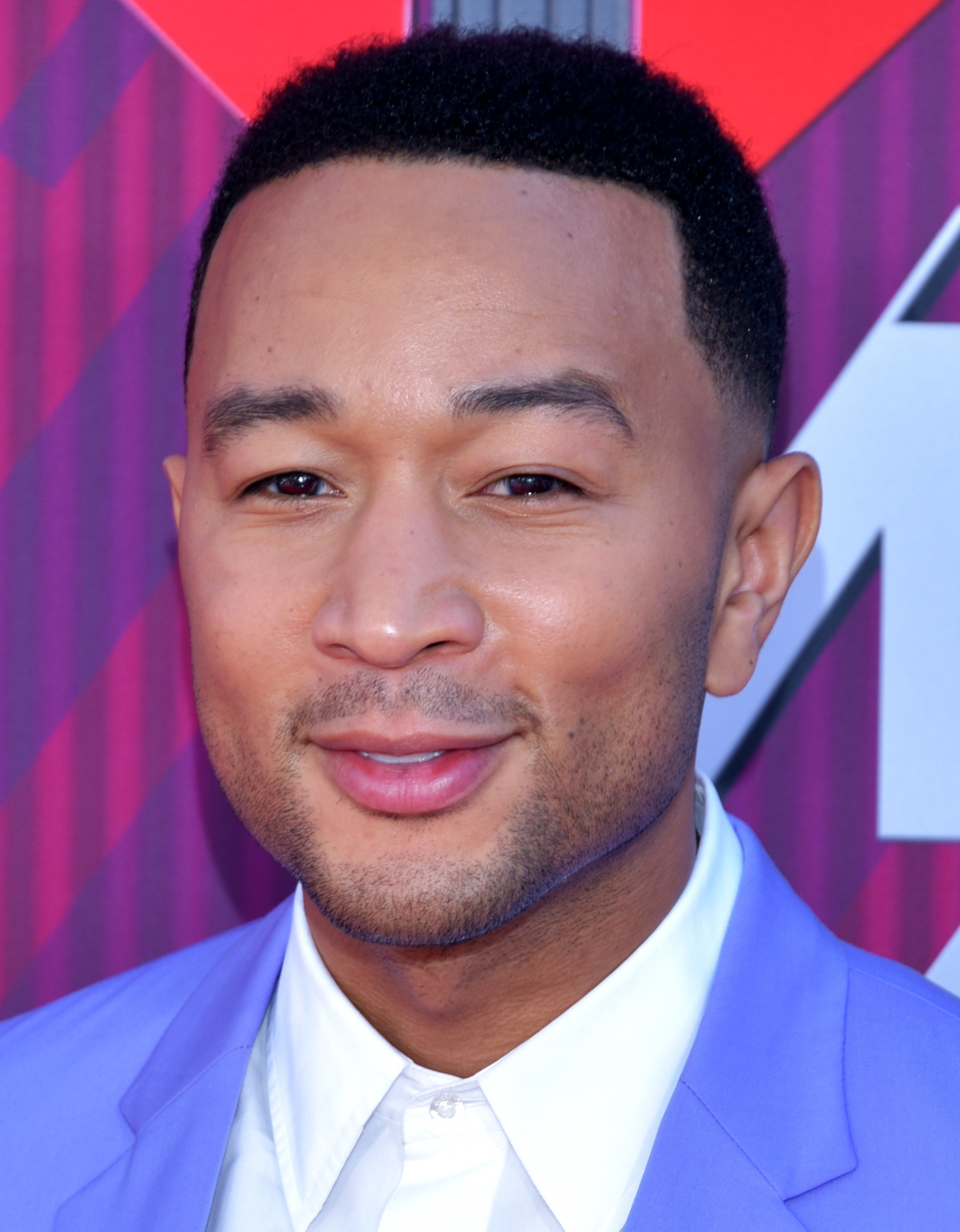
歌曲賞を受賞したジョン・レジェンド

| - 『バードマン あるいは（無知がもたらす予期せぬ奇跡）』 – アレハンドロ・ゴンサレス・イニャリトゥ、ジョン・レッシャー、ジェームズ・W・スコッチドープル - 『アメリカン・スナイパー』 – クリント・イーストウッド、ロバート・ロレンツ、アンドリュー・ラザー、ブラッドリー・クーパー、ピーター・モーガン - 『6才のボクが、大人になるまで。』 – リチャード・リンクレイター、キャサリン・サザーランド - 『グランド・ブダペスト・ホテル』 – ウェス・アンダーソン、スコット・ルーディン、スティーヴン・レイルズ、ジェレミー・ドーソン - 『イミテーション・ゲーム/エニグマと天才数学者の秘密』 – ノーラ・グロスマン、アイドー・オストロウスキー、テディ・シュワルツマン - 『グローリー/明日への行進』 – クリスチャン・コルソン、オプラ・ウィンフリー、デデ・ガードナー、ジェレミー・クライナー - 『博士と彼女のセオリー』 – ティム・ビーヴァン、エリック・フェルナー、リサ・ブルース、アンソニー・マクカーテン - 『セッション』 – ジェイソン・ブラム、ヘレン・エスタブルック、デヴィッド・ランカスター | - アレハンドロ・ゴンザレス・イニャリトゥ – 『バードマン あるいは（無知がもたらす予期せぬ奇跡）』 - ウェス・アンダーソン – 『グランド・ブダペスト・ホテル』 - リチャード・リンクレイター – 『6才のボクが、大人になるまで。』 - ベネット・ミラー – 『フォックスキャッチャー』 - モルテン・ティルドゥム – 『イミテーション・ゲーム/エニグマと天才数学者の秘密』 |
| 主演男優賞 | 主演女優賞 |
| - エディ・レッドメイン – 『博士と彼女のセオリー』 – スティーヴン・ホーキング役 - スティーブ・カレル – 『フォックスキャッチャー』 – ジョン・デュポン役 - ブラッドリー・クーパー – 『アメリカン・スナイパー』 – クリス・カイル役 - ベネディクト・カンバーバッチ – 『イミテーション・ゲーム/エニグマと天才数学者の秘密』 – アラン・チューリング役 - マイケル・キートン – 『バードマン あるいは（無知がもたらす予期せぬ奇跡）』 – リーガン・トムソン役 | - ジュリアン・ムーア – 『アリスのままで』 – アリス・ホーランド博士役 - マリオン・コティヤール – 『サンドラの週末』 – サンドラ役 - フェリシティ・ジョーンズ – 『博士と彼女のセオリー』 – ジェーン・ホーキング役 - ロザムンド・パイク – 『ゴーン・ガール』 – エイミー・エリオット・ダン役 - リース・ウィザースプーン – 『わたしに会うまでの1600キロ』 – シェリル・ストレイド役 |
| 助演男優賞 | 助演女優賞 |
| - J・K・シモンズ – 『セッション』 – テレンス・フレッチャー役 - ロバート・デュヴァル – 『ジャッジ 裁かれる判事』 – ジョセフ・パルマー役 - イーサン・ホーク – 『6才のボクが、大人になるまで。』 – メイソン・エヴァンス・シニア役 - エドワード・ノートン – 『バードマン あるいは（無知がもたらす予期せぬ奇跡）』 – マイク・シャイナー役 - マーク・ラファロ – 『フォックスキャッチャー』 – デイヴ・シュルツ役 | - パトリシア・アークエット – 『6才のボクが、大人になるまで。』 – オリヴィア・エヴァンス役 - ローラ・ダーン – 『わたしに会うまでの1600キロ』 – バーバラ・"ボビイ"・グレイ役 - キーラ・ナイトレイ – 『イミテーション・ゲーム/エニグマと天才数学者の秘密』 – ジョーン・クラーク役 - エマ・ストーン – 『バードマン あるいは（無知がもたらす予期せぬ奇跡）』 – サム・トムソン役 - メリル・ストリープ – 『イントゥ・ザ・ウッズ』 – 魔女役 |
| 脚本賞 | 脚色賞 |
| - 『バードマン あるいは（無知がもたらす予期せぬ奇跡）』 – アレハンドロ・ゴンサレス・イニャリトゥ、ニコラス・ジャコボーン、アレクサンダー・ディネラリス・ジュニア、アーマンド・ボー - 『6才のボクが、大人になるまで。』 – リチャード・リンクレイター - 『フォックスキャッチャー』 – E・マックス・フライ、ダン・フッターマン - 『グランド・ブダペスト・ホテル』 – ウェス・アンダーソン、ヒューゴ・ギネス - 『ナイトクローラー』 – ダン・ギルロイ | - 『イミテーション・ゲーム/エニグマと天才数学者の秘密』 – グレアム・ムーア – アンドリュー・ホッジスの書籍『エニグマ アラン・チューリング伝』より - 『アメリカン・スナイパー』 – ジェイソン・ホール – クリス・カイル、ジム・デフェリス、スコット・マクイーウェンの回想録『ネイビー・シールズ最強の狙撃手』より - 『インヒアレント・ヴァイス』 – ポール・トーマス・アンダーソン – トマス・ピンチョンの小説『LAヴァイス』より - 『博士と彼女のセオリー』 – アンソニー・マクカーテン – ジェーン・ホーキングの回想録『無限の宇宙 ホーキング博士とわたしの旅』より - 『セッション』 – デミアン・チャゼル– デミアン・チャゼル脚本の短編映画Whiplashより |
| 長編アニメ映画賞 | 外国語映画賞 |
| - 『ベイマックス』 – ドン・ホール、クリス・ウィリアムズ、ロイ・コンリ - 『ボックストロール』 – アンソニー・スタッチ、グラハム・アナベル、トラヴィス・ナイト - 『ヒックとドラゴン2』 – ディーン・デュボア、ボニー・アーノルド - 『ソング・オブ・ザ・シー 海のうた』 – トム・ムーア、ポール・ヤング - 『かぐや姫の物語』 – 高畑勲、西村義明 | - 『イーダ』 (ポーランド)、ポーランド語 – パヴェウ・パヴリコフスキ - 『裁かれるは善人のみ』 (ロシア)、ロシア語 – アンドレイ・ズビャギンツェフ - 『みかんの丘』 (エストニア)、エストニア語 – Zaza Urushadze - 『禁じられた歌声』 (モーリタニア)、フランス語 – アブデラマン・シサコ - 『人生スイッチ』 (アルゼンチン)、スペイン語 – ダミアン・ジフロン |
| 長編ドキュメンタリー映画賞 | 短編ドキュメンタリー映画賞 |
| - 『シチズンフォー スノーデンの暴露』 – ローラ・ポイトラス、マティルド・ボンフォワ、ディルク・ヴィルツキー - 『ヴィヴィアン・マイヤーを探して』 – ジョン・マルーフ、チャーリー・シスケル - 『サイゴン陥落 緊迫の脱出』 – ロリー・ケネディ、ケヴェン・マカレスター - 『セバスチャン・サルガド/地球へのラブレター』 – ヴィム・ヴェンダース、ジュリアーノ・ヒベイロ・サルガド、ダヴィッド・ロジエ - 『ヴィルンガ』 – オーランド・ヴォン・アインシーデル、ジョアンナ・ナタセガラ | - Crisis Hotline: Veterans Press 1 – Ellen Goosenberg Kent、Dana Perry - 『ヨアンナ』 – アネタ・コパチ - 『私たちの受難』 – トーマシュ･シリヴィンスキ、Maciej Ślesicki - 『パーカー』 – Gabriel Serra Arguello - White Earth – J. Christian Jensen |
| 短編実写映画賞 | 短編アニメ賞 |
| - 『一本の電話』 – Mat Kirkby、James Lucas - Aya – Oded Binnun、Mihal Brezis - Boogaloo and Graham – Michael Lennox、ローナ・ブレイニー - 『チベットの埃』 – Hu Wei、ジュリアン・フェレ - Parvaneh – Talkhon Hamzavi、Stefan Eichenberger | - 『愛犬とごちそう』 – パトリック・オズボーン、クリスティーナ・リード - 『ザ・ビガー・ピクチャー』 – デイジー・ジェイコブ、Christopher Hees - 『ダム・キーパー』 – ロバート・コンドウ、堤大介 - Me and My Moulton – トーリル・コーヴェ - 『人間の一生』 – Joris Oprins |
| 作曲賞 | 歌曲賞 |
| - 『グランド・ブダペスト・ホテル』 – アレクサンドル・デスプラ - 『イミテーション・ゲーム/エニグマと天才数学者の秘密』 – アレクサンドル・デスプラ - 『インターステラー』 – ハンス・ジマー - 『ターナー、光に愛を求めて』 – ゲイリー・ヤーション - 『博士と彼女のセオリー』 – ヨハン・ヨハンソン | - 「グローリー」（『グローリー/明日への行進』） – ジョン・レジェンド、コモン - "Everything Is Awesome"（『LEGO ムービー』） – ショーン・パターソン - "Grateful"（Beyond the Lights） – ダイアン・ウォーレン - "I'm Not Gonna Miss You"（Glen Campbell: I'll Be Me） – グレン・キャンベル、ジュリアン・レイモンド - "Lost Stars"（『はじまりのうた』） – グレッグ・アレクサンダー、ダニエル・ブライズボア |
| 音響編集賞 | 録音賞 |
| - 『アメリカン・スナイパー』 – アラン・ロバート・マレー、ボブ・アズマン - 『バードマン あるいは（無知がもたらす予期せぬ奇跡）』 – マーティン・ヘルナンデス、アーロン・グラスコック - 『ホビット 決戦のゆくえ』 – ブレント・バージ、ジェイソン・カノーバス - 『インターステラー』 – リチャード・キング - 『不屈の男 アンブロークン』 – ベッキー・サリバン、アンドリュー・デクリストファロ | - 『セッション』 – クレイグ・マン、ベン・ウィルキンス、トマス・カーリー - 『アメリカン・スナイパー』 – ジョン・T・リッツ、グレッグ・ルドロフ、ウォルト・マーティン - 『バードマン あるいは（無知がもたらす予期せぬ奇跡）』 – ジョン・テイラー、フランク・A・モンタノ、トーマス・ヴァーガ - 『インターステラー』 – ゲイリー・リッツオ、グレッグ・ランデイカー、マーク・ウェインガーテン - 『不屈の男 アンブロークン』 – ジョン・テイラー、フランク・A・モンタノ、デヴィッド・リー |
| 美術賞 | 撮影賞 |
| - 『グランド・ブダペスト・ホテル』 – アダム・ストックハウゼン (プロダクション デザイン)、アンナ・ピンコック (セット デコレーション) - 『イミテーション・ゲーム/エニグマと天才数学者の秘密』 – マリア・ジャーコヴィック (プロダクション デザイン)、タチアナ・マクドナルド (セット デコレーション) - 『インターステラー』 – ネイサン・クロウリー (プロダクション デザイン)、ゲイリー・フェティス (セット デコレーション) - 『イントゥ・ザ・ウッズ』 – デニス・ガスナー (プロダクション デザイン)、アンナ・ピンコック (セット デコレーション) - 『ターナー、光に愛を求めて』 – スージー・デイビーズ (プロダクション デザイン)、シャーロット・ワッツ (セット デコレーション) | - 『バードマン あるいは（無知がもたらす予期せぬ奇跡）』 – エマニュエル・ルベツキ - 『グランド・ブダペスト・ホテル』 – ロバート・D・イェーマン - 『イーダ』 – ウカシュ・ジャル、リシャルト・レンチェフスキ - 『ターナー、光に愛を求めて』 – ディック・ポープ - 『不屈の男 アンブロークン』 – ロジャー・ディーキンス |
| メイクアップ&ヘアスタイリング賞 | 衣裳デザイン賞 |
| - 『グランド・ブダペスト・ホテル』 – フランシス・ハノン、マーク・クーリエ - 『フォックスキャッチャー』 – ビル・コルソ、デニース・リディアード - 『ガーディアンズ・オブ・ギャラクシー』 – エリザベス・イアニ＝ジョルジオ、デービッド・ホワイト | - 『グランド・ブダペスト・ホテル』 – ミレーナ・カノネロ - 『インヒアレント・ヴァイス』 – マーク・ブリッジス - 『イントゥ・ザ・ウッズ』 – コリーン・アトウッド - 『マレフィセント』 – アンナ・B・シェパード - 『ターナー、光に愛を求めて』 – ジャクリーヌ・デュラン |
| 編集賞 | 視覚効果賞 |
| - 『セッション』 – トム・クロス - 『アメリカン・スナイパー』 – ジョエル・コックス、ゲイリー・ローチ - 『6才のボクが、大人になるまで。』 – サンドラ・エイデアー - 『グランド・ブダペスト・ホテル』 – バーニー・ピリング - 『イミテーション・ゲーム/エニグマと天才数学者の秘密』 – ウィリアム・ゴールデンバーグ | - 『インターステラー』 – ポール・フランクリン、アンドリュー・ロックリー、イアン・ハンター、スコット・フィッシャー - 『キャプテン・アメリカ/ウィンター・ソルジャー』 – ダン・デリーウ、ラッセル・アール、ブライアン・グリル、ダン・サディック - 『猿の惑星: 新世紀』 – ジョー・レッテリ、ダン・レモン、ダニエル・バレット、エリック・ウィンクイスト - 『ガーディアンズ・オブ・ギャラクシー』 – ステファン・セレッティ、ニコラス・アイターディー、ジョナサン・フォークナー、ポール・コーボールド - 『X-MEN:フューチャー&パスト』 – リチャード・スタマーズ、ルー・ペコラ、ティム・クロスビー、キャメロン・ウォルドバウアー                          |

## 特別賞
アカデミーは2014年11月8日に第6回ガヴァナーズ賞授賞式を行い、以下の4人に賞を授与した。

### アカデミー名誉賞
- ジャン＝クロード・カリエール
- 宮崎駿
- モーリン・オハラ

### ジーン・ハーショルト友愛賞
- ハリー・ベラフォンテ

## 複数ノミネート作品
| ノミネート数 | 作品                                                  |
| ------------ | ----------------------------------------------------- |
| 9            | 『バードマン あるいは（無知がもたらす予期せぬ奇跡）』 |
| 9            | 『グランド・ブダペスト・ホテル』                      |
| 8            | 『イミテーション・ゲーム/エニグマと天才数学者の秘密』 |
| 6            | 『アメリカン・スナイパー』                            |
| 6            | 『6才のボクが、大人になるまで。』                     |
| 5            | 『フォックスキャッチャー』                            |
| 5            | 『インターステラー』                                  |
| 5            | 『博士と彼女のセオリー』                              |
| 5            | 『セッション』                                        |
| 4            | 『ターナー、光に愛を求めて』                          |
| 3            | 『イントゥ・ザ・ウッズ』                              |
| 3            | 『不屈の男 アンブロークン』                           |
| 2            | 『ガーディアンズ・オブ・ギャラクシー』                |
| 2            | 『イーダ』                                            |
| 2            | 『インヒアレント・ヴァイス』                          |
| 2            | 『グローリー/明日への行進』                           |
| 2            | 『わたしに会うまでの1600キロ』                        |

| 受賞数 | 作品                                                  |
| ------ | ----------------------------------------------------- |
| 4      | 『バードマン あるいは（無知がもたらす予期せぬ奇跡）』 |
| 4      | 『グランド・ブダペスト・ホテル』                      |
| 3      | 『セッション』                                        |

## プレゼンターとパフォーマー
以下の人物が授賞式でプレゼンターおよびパフォーマーを務めた。

### プレゼンター
| 名前                                              | 役割 |
| ------------------------------------------------- | --- |
| セダリング・フォックス                            | 第87回アカデミー賞のアナウンス |
| ルピタ・ニョンゴ                                  | 助演男優賞のプレゼンター |
| リーアム・ニーソン                                | 作品賞セグメントでの『グランド・ブダペスト・ホテル』、『アメリカン・スナイパー』のプレゼンター                                                       |
| ダコタ・ジョンソン                                | マルーン5による"Lost Stars"のパフォーマンスの紹介 |
| ジェニファー・ロペス クリス・パイン               | 衣裳デザイン賞のプレゼンター |
| リース・ウィザースプーン                          | メイクアップ&ヘアスタイリング賞のプレゼンター |
| チャニング・テイタム                              | 「the six winners of the Team Oscar contest」の紹介                                                                                                  |
| キウェテル・イジョフォー ニコール・キッドマン     | 外国語映画賞のプレゼンター |
| シャーリー・マクレーン                            | 作品賞セグメントでの『6才のボクが、大人になるまで。』、『博士と彼女のセオリー』、『バードマン あるいは（無知がもたらす予期せぬ奇跡）』のプレゼンター |
| マリオン・コティヤール                            | ウィル・アーネット、マーク・マザーズボー、クエストラブ、ティーガン&サラ、ザ・ロンリー・アイランドによる"Everything Is Awesome"のパフォーマンスの紹介 |
| ジェイソン・ベイトマン ケリー・ワシントン         | 短編実写映画賞と短編ドキュメンタリー映画賞のプレゼンター                                                                                             |
| ヴィオラ・デイヴィス                              | ガヴァナーズ賞のセグメントのプレゼンター |
| グウィネス・パルトロー                            | ティム・マッグロウによる"I'm Not Gonna Miss You"のパフォーマンスの紹介                                                                               |
| マーゴット・ロビー マイルズ・テラー               | アカデミー技術貢献賞とゴードン・E・ソーヤー賞のセグメントのプレゼンター                                                                              |
| クリス・エヴァンス シエナ・ミラー                 | 録音賞と音響編集賞のプレゼンター |
| ジャレッド・レト                                  | 助演女優賞のプレゼンター |
| ジョシュ・ハッチャーソン                          | リタ・オラによる"Grateful"のパフォーマンスの紹介 |
| アンセル・エルゴート クロエ・グレース・モレッツ   | 視覚効果賞のプレゼンター |
| ケヴィン・ハート アンナ・ケンドリック             | 短編アニメ映画賞のプレゼンター |
| ドウェイン・ジョンソン ゾーイ・サルダナ           | 長編アニメ映画賞のプレゼンター |
| シェリル・ブーン・アイザックス (AMPAS会長)        | 謝辞 |
| クリス・プラット フェリシティ・ジョーンズ         | 美術賞のプレゼンター |
| ジェシカ・チャステイン イドリス・エルバ           | 撮影賞のプレゼンター |
| メリル・ストリープ                                | 『イン・メモリアル』トリビュートの紹介 |
| ベネディクト・カンバーバッチ ナオミ・ワッツ       | 編集賞のプレゼンター |
| テレンス・ハワード                                | 作品賞セグメントでの『セッション』、『イミテーション・ゲーム/エニグマと天才数学者の秘密』、『グローリー/明日への行進』のプレゼンター                 |
| ジェニファー・アニストン デヴィッド・オイェロウォ | 長編ドキュメンタリー映画賞のプレゼンター |
| オクタヴィア・スペンサー                          | ジョン・レジェンドとコモンによる「グローリー」のパフォーマンスの紹介                                                                                 |
| イディナ・メンゼル ジョン・トラボルタ             | 歌曲賞のプレゼンター |
| スカーレット・ヨハンソン                          | 『サウンド・オブ・ミュージック』50周年記念トリビュートとレディー・ガガによるパフォーマンスの紹介                                                     |
| ジュリー・アンドリュース                          | 作曲賞のプレゼンター |
| エディ・マーフィ                                  | 脚本賞のプレゼンター |
| オプラ・ウィンフリー                              | 脚色賞のプレゼンター |
| ベン・アフレック                                  | 監督賞のプレゼンター |
| ケイト・ブランシェット                            | 主演男優賞のプレゼンター |
| マシュー・マコノヒー                              | 主演女優賞のプレゼンター |
| ショーン・ペン                                    | 作品賞のプレゼンター |

### パフォーマー
| 名前                                                                                          | 役割                       | パフォーマンス内容 |
| --------------------------------------------------------------------------------------------- | -------------------------- | --- |
| ステファン・オレーマス                                                                        | ミュージカル・アレンジャー | オーケストラ |
| ジャック・ブラック ニール・パトリック・ハリス アナ・ケンドリック                              | パフォーマー               | 「Moving Pictures」（オープニング・セグメント） |
| マルーン5                                                                                     | パフォーマー               | 「Lost Stars」 - 『はじまりのうた』 |
| ウィル・アーネット マーク・マザーズボー クエストラブ ティーガン&サラ ザ・ロンリー・アイランド | パフォーマー               | 「Everything Is Awesome」 - 『LEGO ムービー』 |
| ティム・マッグロウ                                                                            | パフォーマー               | 「I'm Not Gonna Miss You」 - 『Glen Campbell: I'll Be Me』                                                                                          |
| リタ・オラ                                                                                    | パフォーマー               | 「Grateful」 - 『Beyond the Lights』 |
| ジェニファー・ハドソン                                                                        | パフォーマー               | 「アイ・キャント・レット・イット・ゴー」（『イン・メモリアル』トリビュート）                                                                        |
| ジョン・レジェンド コモン                                                                     | パフォーマー               | 「グローリー」 - 『グローリー/明日への行進』 |
| レディー・ガガ                                                                                | パフォーマー               | 「The Sound of Music」、「私のお気に入り」、「エーデルワイス」、「Climb Ev'ry Mountain」 （『サウンド・オブ・ミュージック』50周年記念トリビュート） |

## 『イン・メモリアル』
今回の『イン・メモリアル』セグメントは女優のメリル・ストリープが紹介した。ジェニファー・ハドソンがテレビシリーズ『SMASH』第2シーズンから「アイ・キャント・レット・イット・ゴー」を歌い、2014年に亡くなった映画業界人の追悼映像が流された。
- ミッキー・ルーニー
- ポール・マザースキー
- ジェフリー・ホールダー
- ナディア・ブロンソン
- ジェームズ・ガーナー
- エリザベス・ペーニャ
- Alan Hirschfield
- エドワード・ハーマン
- マヤ・アンジェロウ
- ロレンツォ・センプル・ジュニア
- ジョージ・L・リトル（英語版）
- ジェームズ・レブホーン
- メナヘム・ゴーラン
- ジェームズ・シゲタ
- アニタ・エクバーグ
- ポール・アプティド（英語版）
- H・R・ギーガー
- Sanford E. Reisenbach
- マリク・ベンジェルール
- ヴィルナ・リージ
- ルイ・ジュールダン
- ゴードン・ウィリス
- リチャード・アッテンボロー
- オズワルド・モリス
- トム・ロルフ
- L・M・キット・カーソン
- ルビー・ディー
- サミュエル・ゴールドウィン・ジュニア
- マーサ・ハイヤー
- アンドリュー・V・マクラグレン
- ジミー・テルアキ・ムラカミ
- ロビン・ウィリアムズ
- ウィリアム・グリーブス（英語版）
- ジョセフ・ヴィスコンシル（英語版）
- ロッド・テイラー
- スチュワート・スターン（英語版）
- ルイーゼ・ライナー
- ディック・スミス
- ローレン・バコール
- ウォルト・マーティン
- チャールズ・チャンプリン（英語版）
- ペニー・デュポン
- ハーバート・ジェフェリーズ（英語版）
- ミスティ・アッパム
- イーライ・ウォラック
- ガブリエル・ガルシア＝マルケス
- フランク・ヤブランズ（英語版）
- アラン・レネ
- ボブ・ホスキンス
- マイク・ニコルズ

## 批判
第87回アカデミー賞の主要6部門のノミネート者が白人で占められていることに対して批判の声があがっている。また、キング牧師を主人公とした『グローリー/明日への行進』が監督賞や演技賞の候補から漏れたことが、黒人への冷遇であるという批判が出た。ノミネート者を発表したシェリル・ブーン・アイザックスも「個人的には全部門の候補で、もっと文化的な多様性が見たい。」と述べている。
なお、直近20年では第70回と第83回で主要部門のノミネート者が白人で占められるという事態が起こっている。

## 余談
- アカデミー撮影賞のノミネート者を発表する際、シェリル・ブーン・アイザックスはディック・ポープ（Dick Pope）のことを「ディック・プープ」（Dick Poop）と言い間違えた（poopは排泄物という意味）。すぐに言い直したものの、TwitterでDick Poopがトレンド入りするほどの注目を集めてしまった。なお、ディック・ポープ自身は「この件について僕に説明する必要はないよ。すでに100回は説明されたから。言い間違えてしまった女性に申し訳なく思う。」とコメントしている[51][52]。
- 司会のニール・パトリック・ハリスは、授賞式中に下着姿で登場して話題になった。照明が暑かったから脱いだというわけではなく、この年の受賞作『バードマン あるいは（無知がもたらす予期せぬ奇跡）』にインスパイアされ、この“衣装”をチョイスしたという。